# Sonne von Moskau
Die Sonne von Moskau (russisch Солнце Москвы Solntse Moskwy) ist ein Riesenrad in Russlands Hauptstadt Moskau. Es ist mit 140 m Höhe das größte Riesenrad Europas und wurde am 10. September 2022 eröffnet.

## Riesenrad
Das Riesenrad hat 30 Gondeln, mit denen 450 Passagiere gleichzeitig befördert werden können. Jede sechste Gondel hat einen transparenten Boden. In den Kabinen sind Klimaanlage, Beleuchtung, Heizung, Audiosystem und ein Notrufknopf installiert.

## Geschichte
Das Riesenrad wurde am 10. September 2022, den Feierlichkeiten zum 875. Jahrestag Moskaus, eröffnet. Es befindet sich auf dem Gelände des WDNCh-Parks und ersetzt das 2016 abgebaute Riesenrad Moskau 850, was havarieanfällig wurde.
Die Eröffnung der Vergnügungsattraktion durch Wladimir Putin wurde dem Redaktionsnetzwerk Deutschland zufolge in Russland irritiert wahrgenommen, da sie zur Zeit erheblicher Rückschläge beim Überfall auf die Ukraine stattfand.